# Готенц
Готенц (словен. Gotenc) — поселення в общині Костел, регіон Південно-Східна Словенія, Словенія. Висота над рівнем моря: 478,6 м.